# Altyn-tag
Altyn-tag (česky Zlaté hory, ujgursky ئالتۇن تاغ‎, čínsky v českém přepisu A er ťin-šan, pchin-jinem Ā ěr jīnshān, znaky 阿尔金山) je pohoří v severozápadní Číně, které odděluje Tarimskou pánev od Tibetské náhorní plošiny a také tvoří severozápadní okraj Cchajdamské pánve. Západní třetinou spadá do Sin-ťiangu, zatímco východní část tvoří hranici mezi Čching-chajem na jihu a Sin-ťiangem a Kan-su na severu.
Délka pohoří je zhruba 900 kilometrů, šířka do 100 kilometrů, nejvyšší vrchol je 6 295 metrů nad mořem. Zhruba od 5000 metrů je pohoří celoročně pokryté sněhem.
Pohoří Altyn-Tag bývalo též spolu s pohořím Čchi-lien-šan nazýváno Nan-šan neboli Jižní hory, protože obě horská pásma ležela na jih od hlavní trasy Hedvábné stezky.